# Parasztok (regény)
A Parasztok (lengyelül: Chłopi) című könyv Władysław Reymont lengyel író 1904 és 1909 közt írt és megjelent regénye, amelyért 1924-ben irodalmi Nobel-díjjal tüntették ki. Már 1897-ben hozzákezdett a könyvhöz, s több változata is készült. Először a Tygodnik Ilustrowany című lengyel lapban jelent meg folytatásban. Négy részből áll, eposszerűen teljes képét adja a lengyel paraszti élet gazdagságának.

## Leírás

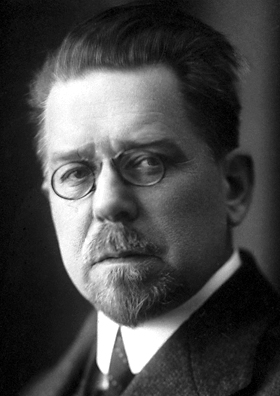
Władysław Reymont 1924-ben

A könyv a 20. század elején íródott, de egy emberöltővel korábban, a 19. században játszódik, és annak a kornak az emlékét rögzíti fényképszerűen. Cselekménye egyetlen évbe sűrűsödik össze, szeptember végétől július végéig tart. Közel 1000 oldal terjedelmű. Részei: Ősz (megjelent 1904-ben), Tél (1904), Tavasz (1906) és Nyár (1909). A részekre osztás a paraszti munkarendhez igazodik, de ember és természet egységére is utal.
A mű családregény, illetve nemzedéki csoportregény is, mivel bepillantást enged egy egész falu életébe. Kifejezi, hogy írója a lengyelség megmaradásának zálogát a paraszti életforma és világszemlélet megtartásában látta. Ennek előfeltételei az erős istenhit, az összetartó család, a kemény munka és a magántulajdonú földbirtok. A könyvben nincs szó a kor olyan fontos kérdéseiről, mint a munkásosztály szerepe, az osztályharc, a hatalom esetleges erőszakos megragadása, a kivándorlás vagy az orosz nyelvbe és kultúrába való asszimiláció. Ezen ideológiai alapvetései miatt a mű a szocializmus idején nehezen volt értelmezhető.

## Szereplők és stílus
A történet a Lengyelország északkeleti részén, a híres Mazúri-tavak vidékén fekvő faluban, Lipcében játszódik. Főszereplője Maciej Boryna, aki módos paraszt, a falu leggazdagabb embere. Az ő fia Antek Boryna, akinek egy darabka föld és egy gyönyörű nő miatt konfliktusa támad apjával. Antek felesége Hanka, aki meg akarja menteni házasságát és három gyermekéből álló családját.  A regény női főszereplője Jagna Paczesiówna, aki egy gyönyörű 19-20 éves lány, s akinek viharos szerelmi viszonya támad Antekkel.
Az írás erőteljes és hiteles, mert Reymont is vidéken nevelkedett, s jól ismerte a falusiak viselkedését, szokásait és szellemi-kulturális életét. Könyvében olyan eseményeket és kapcsolódó népszokásokat írt le részletesen, mint a paraszti esküvő, a karácsonyi sütés-főzés, a szenteste az éjféli misével, a húsvéti tojás elkészítése és a locsolkodás. Szintén az író hitelességét erősítette, hogy a lengyel nyelv paraszti nyelvjárásában írta meg nemcsak a dialógusokat, de a narrációt is.
Az elbeszélésben négy nagy művészeti stílus elemei ismerhetők fel: impresszionizmus (különféle természeti képek leírása), naturalizmus (erotikus jelenetek, Jakub megsebesülése), realizmus (a természet, a hagyományok és a mindennapi élet leírása) és szimbolizmus (Antek a paraszti őserő).
A regényt több, mint 27 nyelvre fordították le. 1922-ben E. Modzelewski filmet, 1972-ben pedig J. Rybkowski tévésorozatot készített belőle. Magyar nyelvre Tomcsányi János (1873-1935) fordította.
Szerb Antal értékelése szerint a regényt „utolérhetetlen egyetemessége teszi nemzetek fölötti, közös irodalmi értékké”.

## Magyarul

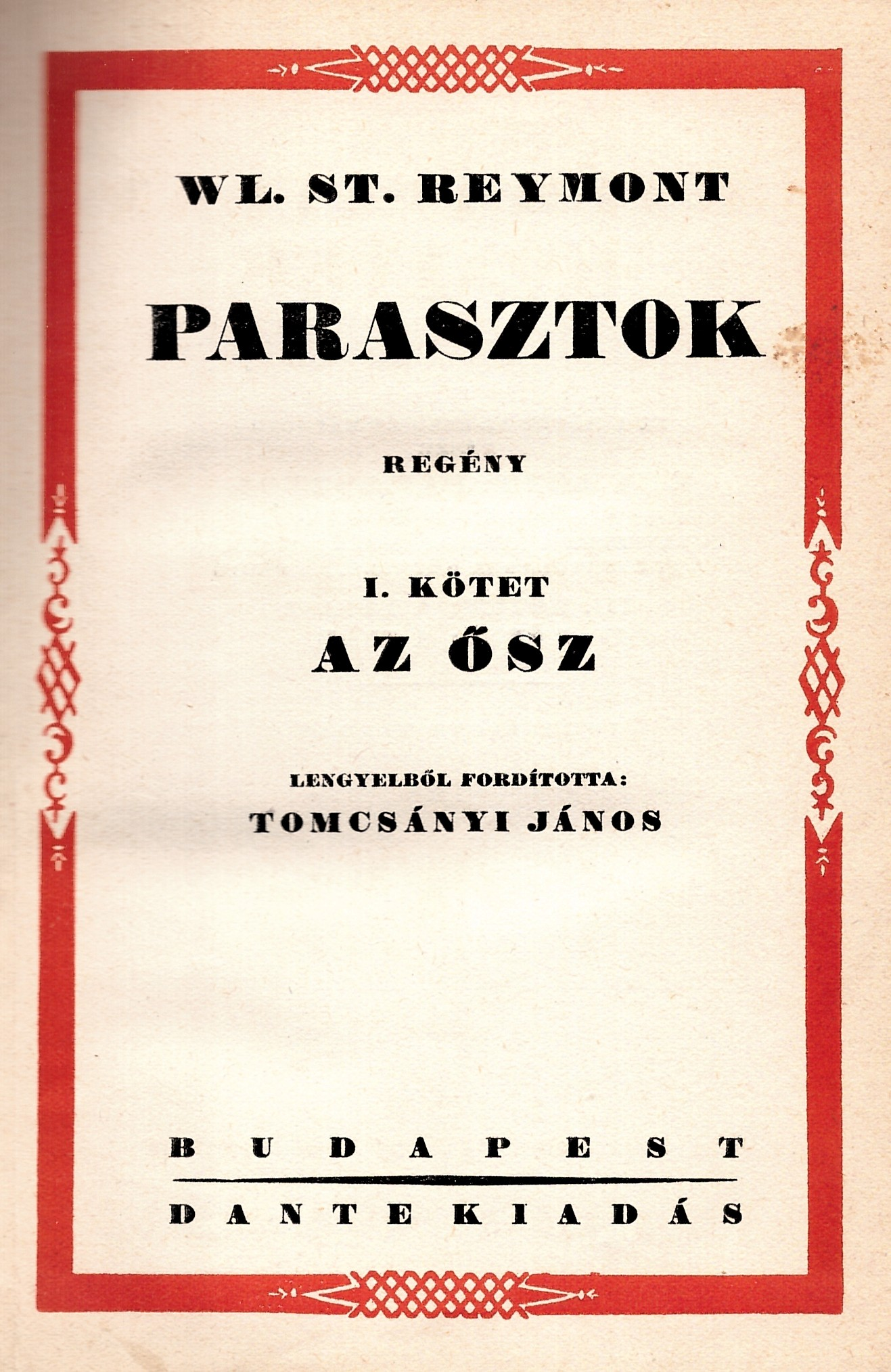
Parasztok

- Parasztok. Regény, 1-4.; ford. Tomcsányi János; Dante, Bp., 1925 (Halhatatlan könyvek)
- Parasztok, 1-2.; ford. Tomcsányi János, átdolg., kieg. Kerényi Grácia, utószó Kovács Endre; Európa, Bp., 1960

## Fordítás
- Ez a szócikk részben vagy egészben a The Peasants című angol Wikipédia-szócikk ezen változatának fordításán alapul.  Az eredeti cikk szerkesztőit annak laptörténete sorolja fel. Ez a jelzés csupán a megfogalmazás eredetét és a szerzői jogokat jelzi, nem szolgál a cikkben szereplő információk forrásmegjelöléseként.
- Ez a szócikk részben vagy egészben a Chłopi (powieść) című lengyel Wikipédia-szócikk ezen változatának fordításán alapul.  Az eredeti cikk szerkesztőit annak laptörténete sorolja fel. Ez a jelzés csupán a megfogalmazás eredetét és a szerzői jogokat jelzi, nem szolgál a cikkben szereplő információk forrásmegjelöléseként.

## Külső hivatkozások
- A Parasztok szövege magyarul mek.oszk.hu
- Władisław Stanisław Reymont: Parasztok moly.hu
- Lukáts János: A kilencvenéves Parasztok[halott link] irodalmilap.net